# Очи (фильм)
«Очи» (англ. The Legend of Ochi) — американский приключенческий фильм режиссёра Исайи Саксона. Главные роли в фильме исполнили Уиллем Дефо, Эмили Уотсон, Финн Вулфард и Хелена Ценгель. «Легенда об Очи» была представлена на кинофестивале «Сандэнс» 26 января 2025 года и выйдет в прокат в США 25 апреля 2025 года. Ранее планировалось, что фильм появится на экранах 28 февраля 2025 года, но в январе его выпуск был отложен после того, как Саксон потерял свой дом во время лесных пожаров в Южной Калифорнии.

## Сюжет
Сюжет фильма рассказывает о девочке (Ценгель), которая убегает из дома и учится общаться с неуловимым видом животных, известным как Очи.

## В ролях
- Уиллем Дефо — Максим
- Эмили Уотсон — Даша
- Финн Вулфхард — Петро
- Хелена Ценгель — Юля
- Пол Маналатос — Очи (голос)
- Габриэль Спахиу[англ.] — полицейский
- Пую Мирча Ласкус[рум.] — пьяница

## Производство
10 ноября 2021 года стало известно, что Исайя Саксон напишет сценарий и выступит режиссёром приключенческого фэнтези-фильма The Legend of Ochi. Главные роли получили Уиллем Дефо, Эмили Уотсон, Финн Вулфхард и Хелена Ценгель.
Некоторые сцены фильма были сняты в Трансильвании, в Западных Румынских горах, на озере Балеа и на шоссе Трансфэгэрэшань. Съёмки начались в Румынии 1 ноября 2021 года и продолжатся на киностудии Castel Film Studios до 15 декабря 2021 года.

## Восприятие
Брайан Таллерико (RogerEbert.com) поставил фильму три звезды из четырёх и написал: «„Легенда об Очи“, редкий семейный фильм A24, — это очаровательная отсылка к приключенческим фильмам 80-х, таким как „Бесконечная история“ и „Тёмный кристалл“, с оригинальными персонажами, которые, как сообщается, не содержат ни капли компьютерной графики». Критик Variety Карлос Агилар высоко оценил картину, отметив: «Известный своими потрясающими музыкальными клипами сценарист и режиссёр Исайя Сэксон демонстрирует великолепное визуальное сочетание тактильных и цифровых элементов в сказке о девочке, которая подружилась с лесным существом с огромными глазами». Тамара Ходова в своей рецензии для Film.ru оценила фильм на 7 баллов из 10. По её мнению, «игру юных актёров красиво обрамляют мастодонты: Дефо, разгуливающий в подштанниках и (почему-то!) рыцарских латах, и Эмили Уотсон с деревянной рукой». В то же время сюжет показался ей несколько вторичным и имеющим многочисленные заимствования.